# No Security
No Security is een livealbum van The Rolling Stones, uitgegeven in 1998. Het is de bands zesde officiële full-length live-uitgave. Het album werd opgenomen tijdens de wereldwijde Bridges to Babylon Tour (1997-1998).
No Security bereikte nummer 67 in de hitlijst van het Verenigd Koninkrijk en nummer 34 in de album-hitlijst van de Verenigde Staten. Er werden 300.000 exemplaren verkocht.

## Nummers
Alle nummers zijn geschreven door Mick Jagger en Keith Richards tenzij anders is aangegeven.
1. Intro – 0:50
2. You Got Me Rocking – 3:26
3. Gimme Shelter – 6:12
4. Flip the Switch – 4:12
5. Memory Motel – 5:52
  - met Dave Matthews (zanger)
6. Corinna (Taj Mahal/Jesse Ed Davis) – 3:56
  - Met Taj Mahal, (zanger)
7. Saint of Me – 5:18
8. Waiting on a Friend – 4:52
  - Met Joshua Redman op saxofoon
9. Sister Morphine (Mick Jagger/Keith Richards/Marianne Faithfull) – 6:05
10. Live with Me – 3:55
11. Respectable – 3:20
12. Thief in the Night (Mick Jagger/Keith Richards/Pierre de Beauport) – 5:37
  - Met de dochter van Ron Wood: Leah als achtergrondzangeres.
13. The Last Time – 4:19
14. Out of Control – 7:59

## Hitlijsten

### Album
| Jaar | Hitlijst          | Notering |
| ---- | ----------------- | -------- |
| 1998 | UK Top 75 Albums  | 67       |
| 1998 | The Billboard 200 | 34       |

### Singles
| Jaar | Single        | Hitlijst               | Notering |
| ---- | ------------- | ---------------------- | -------- |
| 1998 | Gimme Shelter | Mainstream Rock Tracks | 29       |